# Thomas Warton
Pour les articles homonymes, voir Warton.
Thomas Warton, né le 9 janvier 1728 à Basingstoke, dans le Hampshire en Angleterre, mort le 21 mai 1790, est poète, critique et historien de la littérature anglais. De 1785 à 1790, il a été poète lauréat

## Biographie
Thomas Warton est  l'Ancien (vers 1688-1745) (1722-1800), académicien et critique littéraire. Dans sa jeunesse, Warton fait preuve d'une réelle prédilection pour les études de haut niveau, qu'il continuera à développer tout le long de sa vie. Il traduit l'un des épigrammes du poète latin Martial à neuf ans et écrit Les Plaisirs de la mélancolie (The Pleasures of Melancholy ) à dix-sept.
Son père assure son éducation. À seize ans, il entre au collège de Winchester, avant de rejoindre le Trinity College d'Oxford. En 1747, il obtient son diplôme à Oxford, où il devient plus tard un assistant. Warton est sélectionné comme poète lauréat en 1747, puis en 1748. Sa fonction, à ce poste, est d'écrire un poème pour une dame patronnesse de l'Université sélectionnée et de le lui lire à une date précise. Warton devient professeur de poésie à l'université en 1757, poste où il demeure pendant dix ans.
En 1785, il devient professeur d'histoire et poète lauréat de Camden. Il a pour ami et rival Samuel Johnson, et sa poésie est peu à peu influencée par les premiers poètes anglais, comme Geoffrey Chaucer, Michael Drayton, Edward Fairfax ou Edmund Spenser.
Entre autres contributions, Warton, avec son frère, est le premier à affirmer que Sir Thopas de Geoffrey Chaucer est une parodie. Par ailleurs, il contribue au renouveau de la ballade. C'est un admirateur de la poésie de Thomas Gray, que Johnson moque dans sa parodie Hermit hoar, in solemn cell. Entre plusieurs travaux mineurs, Warton assure l'édition de Théocrite, une sélection d'inscriptions latines et grecques, la Vie de Sir Thomas Pope et celle de Ralph Bathurst et une Enquête sur l'authenticité des poèmes attribués à Thomas Rowley (mais en fait de Thomas Chatterton) en 1782.

## Poésie, Critique et travaux historiques
En 1749, Warton écrit Le Triomphe d'Isis (The Triumph of Isis), un éloge en vers d'Oxford et des nombreux étudiants qui y avaient reçu un enseignement. Publié anonymement, Le Triomphe d'Isis réfute l'Isis de William Mason, une élégie publiée l'année précédente, où l'auteur flattait bassement Oxford. Devant le succès du Triomphe d'Isis, Warton écrit Newmarket, une satire qui est prolongée par une collection de vers.
Le premier grand ouvrage universitaire de Warton est Observations sur La Reine des fées de Spenser, publié en 1754. Cependant, il est plus connu pour les trois volumes de L'Histoire de la poésie anglaise (The History of English Poetry) parue entre 1774 et 1781, qui traite de la poésie du XIe au XVIe siècle. Bien que ce travail ait fait l'objet de nombreuses critiques pour ses nombreuses inexactitudes, on le considère comme hautement important cet ouvrage historique, qui a exercé une grande influence.
Comme poète, Warton est plus enclin au vers légers et pleins d'humour, aux odes et aux sonnets. Ses sonnets ont permis un renouveau de cette forme de poème, qui était passée de mode. On se rappelle surtout de lui pour son intérêt pour le primitivisme, qui a été une étape vers le romantisme.
Les sonnets de Warton sont considérés comme la meilleure part de son œuvre. L'un de ses derniers, À la rivière Lodon, est considéré comme l'un des plus naturels.

## Un sonnet de Warton
« To the River Lodon »
Ah! what a weary race my feet have run

Since first I trod thy banks with alders crowned,

And thought my way was all thro' fairy ground,

Beneath thy azure sky and golden sun;

Where first my muse to lisp her notes begun!

While pensive Memory traces back the round,

Which fills the varied interval between;

Much pleasure, more of sorrow, marks the scene.

Sweet native stream! those skies and suns so pure

No more return, to cheer my evening road!

Yet still one joy remains, that, not obscure,

Nor useless, all my vacant days have flowed,

From youth's gay dawn to manhood's prime mature;

Nor with the muse's laurel unbestowed.

## Travaux divers
- Les Plaisirs de la mélancolie (The Pleasures of Melancholy), 1745
- Observations sur La Reine des fées de Spenser (Observations on the Faerie Queene of Spenser), 1754
- La Saucisse d'Oxford (The Oxford Sausage), 1764 (une anthologie de vers et de pensées d'Oxford)
- Enquête sur l'authenticité des poèmes de Rowley (Inquiry into the Authenticity of the Rowley Poems), 1770
- Histoire de la poésie anglaise (History of English Poetry), 1774-81